# Убивство на флоті
«Убивство на флоті» (англ. Murder in the Fleet) — американський комедійний детектив режисера Едварда Седжвіка 1935 року.

## Сюжет
Капітану Джона Вінслоу повідомляється, що його крейсер отримає новий контрольний механізм обстрілу компанії World Electric. Механізм зникає і швидко знаходиться офіцерами розвідки, де він в даний час перевозиться через Мексиканський кордон.
Коли механізм повертають на корабель, навколишні події привертають увагу репортера Волтера Дрейка. Після того, як новий механізм був встановлений, виявляється акт саботажу (Ел Дюваль убитий під час гарматного салюту). Починається розслідування і з'являється багато підозрюваних, коли відбувається друге вбивство, цього разу це головний електрик.

## У ролях
- Роберт Тейлор — лейтенант Том Рендольф
- Джин Паркер — Бетті Лансінг
- Тед Гілі — Maк O'Нілл
- Уна Меркел — «Тутс» Тіммонс
- Нат Пендлтон — «Спад» Берк
- Джин Гершолт — Віктор Гансон
- Артур Байрон — капітан Джон Вінслоу
- Френк Шилдс — лейтенант Арнольд
- Дональд Кук — лейтенант-командер Девід Такер